# Portrait et un rêve
Portrait et un rêve est un roman de Catherine Weinzaepflen paru le 8 janvier 1982 aux éditions Flammarion et ayant reçu l'année suivante le Prix France Culture.

## Éditions
- Portrait et un rêve, éditions Flammarion, 1982  (ISBN 2080645323)